# Broch von Grummore

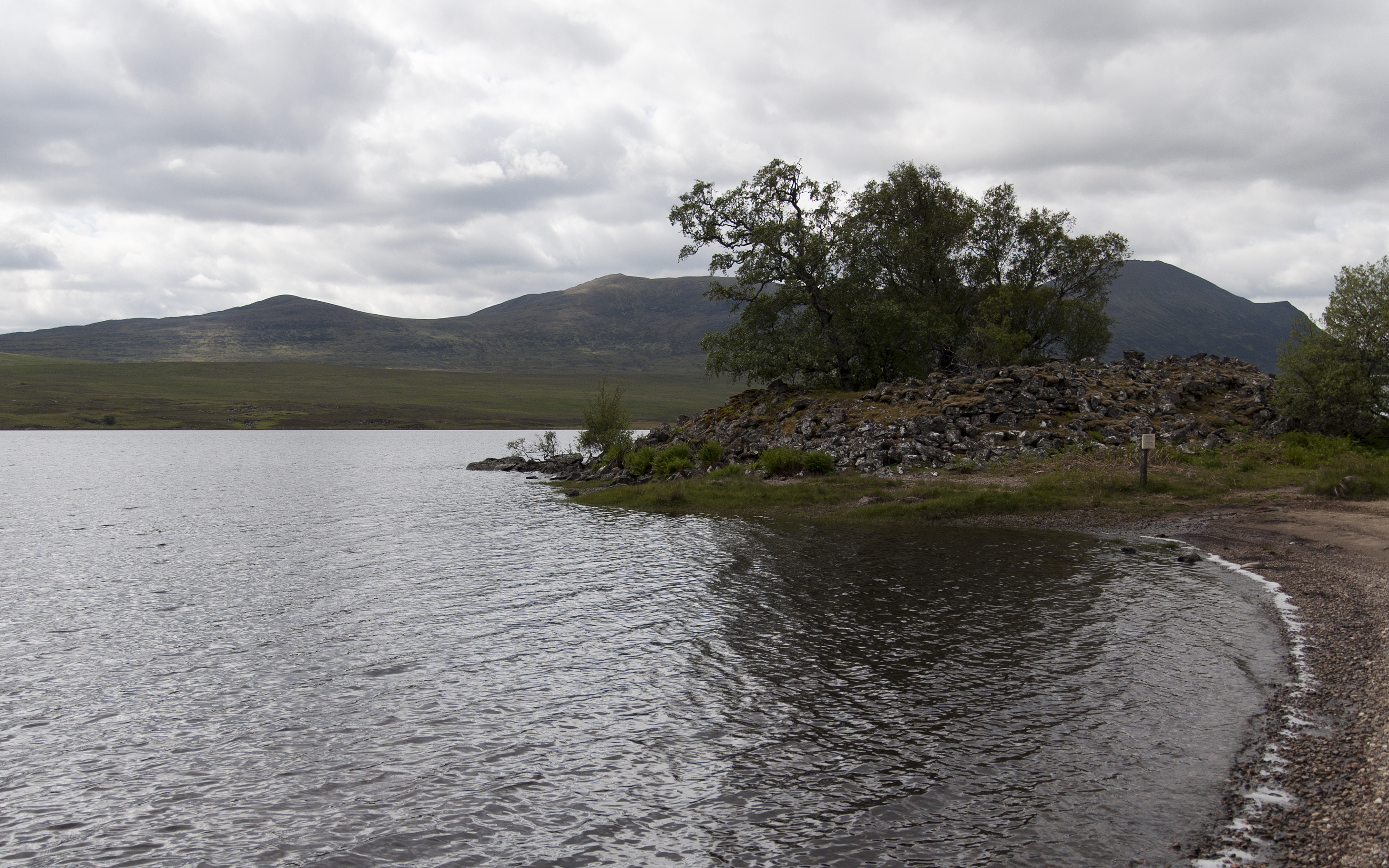
Grummore Broch

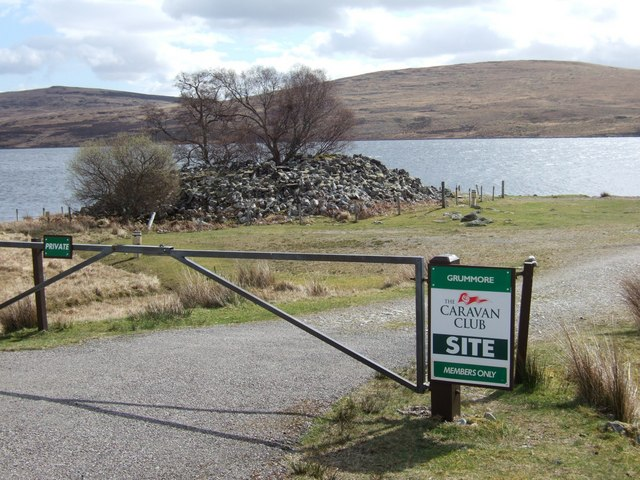
Grummore Broch

Der Rest des Brochs von Grummore  (von Grum More) liegt auf dem Gelände eines Caravan Clubs, nahe der Straße B873, am Ufer des Loch Naver in Sutherland in Schottland. 
Der Broch ist heute ein großer mit Bäumen bewachsener Steinhaufen. Er hat einen Innendurchmesser von etwa 9,1 m und über 3,5 m dicke, bis zu 3,0 m aufragende Wände mit offenen einsturzgefährdeten Kammern. Die Zugangspassage im Westen ist außen mit Schutt blockiert, noch teilweise überdacht und hat eine Wächterzelle (englisch guard-cell) und einen Türanschlag. Es gibt eine fast völlig mit Steinen gefüllte Mauerkammer in der Südwestwand und zwei in der Südostwand sowie die Reste einer intramuralen Treppe in der nördlichen Hälfte. W. C. Joass erwähnt 1865 einen nur bei Niedrigwasser sichtbaren, über 3,5 m breiten Weg oder Anleger, der in den See verlief, wo er im Tiefwasser endete. Einige Platten, aber kein deutlicher Weg, sind noch im Wasser zu sehen.